# Ceratomyxa torquata
Ceratomyxa torquata is een microscopische parasiet uit de familie Ceratomyxidae. Ceratomyxa torquata werd in 1960 beschreven door Meglitsch. 